# Коксовый
Ко́ксовый — посёлок (до 2004 года — посёлок городского типа) в Белокалитвинском районе Ростовской области, является административным центром Коксовского сельского поселения.
Население — 7642 человек (46,4 % мужчин / 53,6 % женщин) — 2010 год.

## География
Расположен на правом берегу реки Северский Донец, в 12 км к Западу от г. Белая Калитва, с которым связан автобусным сообщением. Был соединён железнодорожной веткой с линией «Лихая—Волгоград».

### Расстояния до ближайших городов
|   | Город              | Расстояние |
| - | ------------------ | ---------- |
| 1 | Ростов-на-Дону     | 160 км     |
| 2 | Белая Калитва      | 14,9 км    |
| 3 | Каменск-Шахтинский | 43,0 км    |
| 4 | Зверево            | 61,6 км    |
| 5 | Миллерово          | 63,2 км    |
| 6 | Семикаракорск      | 64,5 км    |

## История
До появления в начале века Богураевских и Васильевских шахт на месте посёлка Коксовый располагался казачий хутор Ольховский. Дата основания хутора неизвестна, он был заселен казаками с хутора Бородинов.
Свое название хутор Ольховский получил от названия кустарника ольха, который в большом количестве произрастал по балкам и берегам реки. Кроме зарослей ольхи были распространены можжевельник и тополя, их древесина использовалась местными жителями для строительства землянок.
Камень со здешних скал в дальнейшем стал использоваться для строительства жилых домов, зданий фабрик и заводов, а также живописной изгороди из камня, которая является местной достопримечательностью.
Рядом с хутором жили татары, которые находились в дружеских отношениях с казаками.
Уголь из шахт добывался коксующий, от названия которого впоследствии и произошло название поселка.
В списках населённых пунктов Земли Донского Войска по сведениям 1859 года значился хутор Ольховский при реке Донец в 35 верстах от окружной станицы. Число дворов составляло 64, жителей мужского пола ― 264, женского пола ― 223.
В хозяйствах имелось: 48 плугов, 149 лошадей, 150 пар волов, 411 прочего рогатого скота, 625 овец.
Посёлок Коксовый был основан в 1932 году (сразу как пгт) на месте хутора Ольховского. Название получил от коксующихся углей, которые добывались в местных шахтах. Возник в связи с разработкой угольных месторождений в юго-восточной части Донбасса. Коксовский поссовет в мае 1963 года передан в административное подчинение Белокалитвинского горсовета.
Преобразован в сельский населённый пункт в 2004 году (Коксовский поселковый совет преобразован в Коксовский сельский совет)
- Дополнительный офис Сбербанка России № 27 (Белокалитвинское отделение Сбербанка № 8273).

## Социальная сфера
- Дом культуры
- Школа № 12
- Отделение предприятия «Почта России»
- Кадетский Казачий Корпус
- Футбольный стадион
- Парк
- Четыре детских сада

## Население
| 1939   | 1959    | 1970    | 1979    | 1989  | 2002  | 2010  |
| ------ | ------- | ------- | ------- | ----- | ----- | ----- |
| 11 666 | ↗13 247 | ↘12 018 | ↘11 022 | ↘9381 | ↘8471 | ↘7624 |